# Battaglia di La Bassée
La battaglia di La Bassée fu uno scontro che vide coinvolte le forze inglesi e tedesche nel nord della Francia nell'ottobre del 1914. Essa fa parte dell'insieme di scontri che presero il nome di Corsa al mare.

## Battaglia
La 6. Armee conquistò la città di Lilla prima che le forze inglesi riuscissero a proteggere la città, mentre la 4. Armee sorprese ed attaccò il fianco destro dello schieramento inglese a Ypres. Gli inglesi furono così costretti a ritirarsi; i tedeschi dunque occuparono le città di La Bassée e Neuve-Chapelle. Attorno al 15 ottobre, gli inglesi ripresero l'iniziativa e riconquistarono Givenchy, ma non riuscirono a riprendere La Bassée. Nel frattempo, alle truppe tedesche già presenti sul campo di battaglia erano stati inviati dei rinforzi, così l'iniziativa fu ripresa dalle forze guglielmine. Grazie però all'arrivo della Lahore Division, appartenente all'Indian Corps, gli inglesi riuscirono a sventare gli attacchi dei tedeschi fino agli inizi di novembre, quando entrambi i contendenti spostarono la loro attenzione sulla prima battaglia di Ypres. La battaglia di La Bassée così finì e il fronte si stabilizzò.